# Gracupica
Genre
Gracupica est un genre d'oiseaux de la famille des Sturnidae.

## Liste des espèces
Selon la classification de référence du Congrès ornithologique international (version 6.4, 2016) :
- Gracupica nigricollis (Paykull, 1807)
- Gracupica contra (Linnaeus, 1758)
  - Gracupica contra contra (Linnaeus, 1758)
  - Gracupica contra sordida (Ripley, 1950)
  - Gracupica contra superciliaris (Blyth, 1863)
  - Gracupica contra floweri (Sharpe, 1897)
  - Gracupica contra jalla (Horsfield, 1821)